# 御伽原江良
御伽原江良（おとぎばら えら）は、いちから株式会社（現:ANYCOLOR株式会社）が運営するにじさんじに所属していたバーチャルライバーである。
キャラクターデザインは萌木雄太が担当した。愛称は江良ちゃん、ギバラなど。

## 来歴
2019年3月8日にいちからよりにじさんじのメンバーとして活動を開始することが発表され、同日にTwitterで投稿を開始した。同月10日にYouTubeで初めて生配信を行った。
2019年12月に音楽イベント「Virtual to LIVE in 両国国技館」に出演し、3Dモデルが初披露された。また、同イベントにて森中花咲とユニット「petit fleurs」を結成することと、翌年春にユニットがNBCユニバーサル・エンターテイメントからメジャーデビューすることが発表された。2020年4月にアルバム「première fleurs」を発売し、メジャーデビューした。
ドワンゴとピクシブが開催した「ネット流行語100 2019」では82位にランクインし、年間大賞を受賞した「にじさんじ」を代表して表彰式に出席した。
2021年3月10日をもってにじさんじを卒業。

## 人物
手芸サークルに所属している大学4年生である。
公式サイトでは「王子様が迎えに来てくれることを夢見ている」と紹介されているが、配信やツイートにて、過激な発言を行ったりロリコンを公言したりするなどその紹介文から想像できないような言動を繰り返しており、その隔たりも魅力となっている。また、初配信と現在の変貌ぶりから「初配信時の御伽原江良」と「現在の御伽原江良」は別人などと本人を含めて度々ネタにされている。
特に「アイドルマスター シンデレラガールズ」が好きであると公言しており、ゲーム「アイドルマスター シンデレラガールズ スターライトステージ」の実況配信も度々行った。
活動開始前から森中花咲を好きであったと公言しており、2019年12月からは音楽ユニット「petit fleurs」を結成している。童田明治とは「がぶりえら」の名称でともに配信することもあった。少し後に活動を開始した戌亥とことも仲が良く、複数回オンラインでのコラボ配信を行ったが、「Virtual to LIVE in 両国国技館」での共演まで御伽原が希望した対面は叶わなかった。

## 出演
太字はレギュラー出演

### ゲーム
- ユニゾンリーグ[17]

### ラジオ
- 文化放送サタデープレミアム にじさんじvs鷲崎健の異次元トークFight!!（2019年12月7日、文化放送）[18]
- A&G ARTIST ZONE petit fleursのTHE CATCH（2020年 - 2021年、超!A&G+）[19]

### テレビ番組
※はインターネット配信
- 青木志貴の友達フラグが立ちません…（ゲスト、2020年2月19日・4月18日、ニコニコチャンネル※）[13][20]
- 星希成奏と御伽原江良のSSO（2020年 - 2021年3月8日 、ニコニコチャンネル※）[15]

### にじさんじ公式番組
- にじさんじMIX UP!!（2019年4月9日）[21]
- ヤシロ&ササキのレバガチャダイパン（ゲスト、2020年4月10日・4月17日）[22]

### イベント
- にじさんじ冬の陣2019-2020[23]
  - Virtual to LIVE in 両国国技館[9]（2019年12月8日）
  - にじめぐり～にじさんじの街めぐり～[5]（2019年12月1日 - 12月31日）
  - にじさんじ Kawaii cafe[5]（2019年11月22日 - 12月15日）
- にじさんじ JAPAN TOUR 2020 Shout in the Rainbow! 札幌公演（2020年2月9日）[24]
- にじさんじ Anniversary Festival 2021（2021年2月27日 東京ビッグサイト）[25]

## タイアップ・コラボレーション
- DMMスクラッチ - にじさんじ スクラッチ[16]
- 京都国際マンガ・アニメフェア2019 にじさんじ おこしやす喫茶[26]
- タカラトミー ウィクロスTCG ブースターパック コリジョン[27]
- VTuberチップス2[28]

## ディスコグラフィ

### 参加作品
| 発売日        | 商品名            | 歌 | 楽曲                 | 備考 |
| ------------- | ----------------- | --- | -------------------- | ---- |
| 2019年11月2日 | IMAGINATION vol.2 | 御伽原江良 | 「♡桃色片想い♡」     |      |
| 2019年11月2日 | IMAGINATION vol.2 | 御伽原江良、ピンキーポップヘップバーン                                                                         | 「夏祭り」           |      |
| 2019年11月2日 | IMAGINATION vol.2 | ピンキーポップヘップバーン、花鋏キョウ、獅子神レオナ、AZKi、御伽原江良、童田明治、エルセとさめのぽき、戌亥とこ | 「帰りたくなったよ」 |      |
| 2020年3月18日 | SMASH The PAINT!! | 御伽原江良、童田明治                                                                                           | 「1+1でQ.E.D.!!」    |      |